# Janów Podlaski
Janów Podlaski ist ein Dorf im Powiat Bialski der Woiwodschaft Lublin in Polen. Es ist Sitz der gleichnamigen Landgemeinde.

## Gemeinde
Die Landgemeinde Janów Podlaski hat eine Fläche von 135 km², auf der etwa 5400 Einwohner leben.

### Gemeindepartnerschaft
Seit 1995 unterhält Janów Podlaski eine Partnerschaft mit der deutschen Stadt Hohen Neuendorf.

## Geschichte
Janów Podlaski war mit der heutigen Stiftskirche Dreifaltigkeitsbasilika der frühere Sitz des Bistums Siedlce.

## Persönlichkeiten
- Adam Naruszewicz (1733–1796), polnischer Dichter der Zeit der Aufklärung, Historiograph, Jesuit und Bischof